# Irrepressible.info
Irrepressible.info était une campagne contre la censure sur Internet et un site internet d'Amnesty International et du quotidien britannique The Observer. Il a été développé en 2006 par Soda Creative et hébergé par Darq Ltd. Le site était basé au Royaume-Uni et était ouvert à la participation des personnes du monde entier.
Le site permettait aux utilisateurs de republier des extraits de sites censurés. Il était possible également pour les visiteurs d'en savoir plus sur le site censuré en question.
Les visiteurs ont également été invités à signer un engagement contre la répression en ligne. Amnesty a présenté cette pétition avec plus de 50 000 signatures[réf. nécessaire] au Forum des Nations Unies sur la gouvernance de l'Internet, qui s'est tenu à Athènes en novembre 2006.
La campagne était basée sur une idée d'Alexander Kohlhofer et avait été créé à l'occasion du 45e anniversaire d'Amnesty International.
Le site est depuis inactif.